# О’Мара, Джейсон
Дже́йсон О’Ма́ра (англ. Jason O'Mara; род. 6 августа 1972, Сэндиков (англ. Sandycove), Дублин, Ирландия) — ирландско-американский актёр, наиболее известный своими ролями в американских телесериалах «In Justice» и «Жизнь на Марсе». В 2012 году О’Мара исполняет одну из ролей в телесериале «Вегас».

## Биография
Джейсон О’Мара родился и вырос в Сэндиков (англ. Sandycove) в южном Дублине, Ирландия. Его родители — Вероника и Стивен О’Мара; у него есть брат Стивен и сестра Ребекка. В детстве Джейсон любил играть в регби и питал слабый интерес к актёрской игре, пока не был травмирован. После этого он решил попробовать себя в школьном спектакле и впоследствии стал активно участвовать различных постановках. Джейсон закончил Тринити Колледж со степенью бакалавра в области драмы и театра. Затем он переезжает в Лондон, где начинает играть на театральной сцене.
Для подготовки к роли скрывающегося от поимки бывшего полицейского («Очень опасная штучка») О’Мара поучаствовал в оперативных мероприятиях региональной группы по розыску беглецов в штатах Нью-Йорк и Нью-Джерси.

### Личная жизнь
Женился на американской актрисе Пейдж Турко (англ. Paige Turco) на римско-католической церемонии в штате Коннектикут, США, в сентябре 2003; у них есть один ребёнок. 26 января 2009 года он стал американским гражданином.

## Фильмография
| Год        | Русское название                  | Оригинальное название     | Роль                            | Примечания                       |
| ---------- | --------------------------------- | ------------------------- | ------------------------------- | -------------------------------- |
| 2020       | Кровь Зевса                       | Blood of Zeus             | Зевс                            | Анимационный сериал              |
| 2018- 2019 | Человек в высоком замке           | Man in the High Castle    | Уайт Прайс                      | Телесериал                       |
| 2016       | Осада Жадовиля                    | The Siege of Jadotville   | сержант Джек Прендергаст        |                                  |
| 2016       | Агенты «Щ.И.Т.»                   | Agents of S.H.I.E.L.D.    | директор Джеффри Мейс / Патриот | Телесериал                       |
| 2015       | Сыны свободы (телесериал)         | Sons of Liberty           | Джордж Вашингтон                | Телесериал                       |
| 2015       | Сложности                         | Complications             | Доктор Джон Эллисон             | Телесериал                       |
| 2012       | Очень опасная штучка              | One for the Money         | Джо Морелли                     |                                  |
| 2011       | Терра Нова                        | Terra Nova                | Джим Шеннон                     | Телесериал                       |
| 2009       | Доверься мне                      | Trust Me                  | Стью Хоффман                    | 1 эпизод                         |
| 2008-2009  | Жизнь на Марсе                    | Life on Mars              | Сэм Тайлер                      | Телесериал (американская версия) |
| 2008       | Анатомия страсти                  | Grey’s Anatomy            | Филип                           | Телесериал                       |
| 2006       | Марлоу                            | Marlowe                   | Филип Марлоу                    |                                  |
| 2006       | Обитель зла 3                     | Resident Evil: Extinction | Альберт Вескер                  |                                  |
| 2007       | Люди в деревьях                   | Men in Trees              | Стюарт                          | Телесериал                       |
| 2007       | Мыслить как преступник            | Criminal Minds            | Киллер                          | Телесериал                       |
| 2007       | По справедливости                 | In Justice                | Чарльз Конти                    | Телесериал                       |
| 2005       | Ищейка                            | The Closer                | Билл Кроулик                    | Телесериал                       |
| 2004       | C.S.I.: Место преступления Майами | CSI: Miami                | Доктор Кит Уинтерс              | Телесериал                       |
| 2002-2003  | Агентство                         | The Agency                | Эй Би Стайлс                    | Телесериал                       |
| 2001       | Повелитель Горной долины          | Monarch of the Glen       | Фергал Маклюр                   | Телесериал                       |
| 2001       | Братья по оружию                  | Band of Brothers          | Лейтенант Томас Михан III       | Телесериал                       |
| 1999       | Миссис Брэдли                     | The Mrs Bradley Mysteries | Джаспер Хикс                    |                                  |
| 1997       | Причина смерти                    | Cause Of Death            | Доктор Миллс                    |                                  |
| 1996       | Солдат, солдат                    | Soldier Soldier           | Медик                           | Телесериал                       |
| 1996       | Космические рейнджеры             | Space Truckers            | Лесоруб                         |                                  |